# アーロン・カリー
アーロン・カリー（Aaron Curry 1986年4月6日- ）はノースカロライナ州ファイエットビル出身の元アメリカンフットボール選手・コーチ。現役時代のポジションはラインバッカー。

## 経歴

### プロ入りまで
高校時代はラインバッカー及びタイトエンドとしてプレーした。大学に進学する際はRivals.com 、Scout.com のそれぞれから二つ星の評価しか受けていなかったが、ウェイクフォレスト大学、イーストカロライナ大学からリクルーティングを受けて、ウェイクフォレスト大学へ進学した。ウェイクフォレストを選んだ理由は自宅から2時間の距離にあったこともあるが、自分に対して奨学金のオファーをしなかった、ノースカロライナ大学、デューク大学、ノースカロライナ州立大学などアトランティック・コースト・カンファレンスの大学へのリベンジだとカリーは語った。
1年次の2005年は10試合の先発出場を含み11試合に出場し、チーム5位の39タックルをあげて、スポーティングニュースよりフレッシュマンのオールアメリカンセカンドチーム及びカンファレンスのフレッシュマンオールチームに選ばれた。2年次の2006年にはアウトサイドラインバッカーとして全14試合に先発出場し、チーム2位の83タックルをあげた。3年次の2007年にはカレッジフットボールのラインバッカーとしてはシーズンタイ記録となる3インターセプトリターンタッチダウンをあげた。またこの年インターセプトリターンで226ヤードの大学新記録を樹立した。またチーム2位の99タックルをあげてカンファレンスのセカンドチームに選ばれた。彼は2008年のドラフトにアーリーエントリーすることも検討したが大学に残った。4年次は105タックル（16ロスタックル）をあげてバトカス賞を受賞、ESPN、プロフットボール・ウィークリー、スポーツ・イラストレイテッドからオールアメリカンに選ばれている。
2009年のNFLドラフトでその年のドラフト候補中、最も優れたラインバッカーと広く考えられていた彼は全体1位指名もあるのではと予想された。ESPNのメル・キッパー・ジュニアは彼をキース・バラックと比較した。
ドラフト当日、シアトル・シーホークスから全体4位で指名された。これは2000年のドラフトでラヴァー・アーリントンがワシントン・レッドスキンズから全体2位で指名されて以来最も高順位であった。

### シアトル・シーホークス
契約は難航し、トレーニングキャンプが始まった後の8月9日、6年6000万ドル（3400万ドルの保障）でシーホークスと契約を結んだ。3400万ドルの保障は、QB以外のポジションの選手としては史上最高額であった。
先発ストロングサイドラインバッカーとなった彼はセントルイス・ラムズとのデビュー戦で4タックルをあげた。また第3週のシカゴ・ベアーズ戦ではジェイ・カトラーからプロ初サックをあげている。
2011年、序盤プレーに精彩を欠いたため控えに降格され、トレード要員となった。

### オークランド・レイダース
2011年10月、2012年のドラフト7巡指名権及び2013年のドラフト指名権と引き換えにオークランド・レイダースにトレードされた彼は先発ウィークサイドラインバッカーとして起用されることとなった。この年先発9試合を含む11試合に出場し、46タックル、2ファンブルリカバーをあげた。
2012年、ひざの負傷によりトレーニングキャンプを全休、開幕からPUPリスト入りした。その後、アクティブロースターに入ったが、11月16日のボルチモア・レイブンズ戦で23,625ドルの罰金を課され、11月20日、レイダースからカットされた。

### ニューヨーク・ジャイアンツ
2013年5月10日、ニューヨーク・ジャイアンツと契約を結んだ。8月25日、ロースターを75人に減らす段階でジャイアンツから解雇され、8月28日、引退を表明した。

### 現役引退後
2014年より、ノースカロライナ大学シャーロット校のコーチングスタッフに加入し、2015年にはディフェンシブラインコーチに就任した。
2019年より古巣のシーホークスのコーチングスタッフに加入し、2020年3月11日にディフェンシブアシスタントコーチに就任し、2022年シーズンまで務めた。
2023年2月22日にピッツバーグ・スティーラーズのラインバッカーコーチに就任した。

## 人物
父親はデトロイト・ライオンズ、ボルチモア・コルツでプレーしたレジー・ピンクニー。親子の間は疎遠なものとなっている。
現在彼は妻、息子とワシントン州ベルビューで暮らしている。